# Zápas na Letních olympijských hrách 2004 – ženy
Podrobné výsledky z olympijských her v zápasu ve volném stylu žen za rok 2004.

## Informace
- místo: Olympijská hala Ano Liosia[1], Athény
- vyřazovací boje: 22. srpna 2004
- finálové boje: 23. srpna 2004
- počet zemí: 21 zemí
- přihlášených: 48 kvalifikovaných volnostylařek + 2 pozvané volnostylařky na základě divoké karty (W) a tripartitní komise (T)
- nastoupilo: 50 volnostylařek
  - 4× (Čína, Japonsko, Kanada, Rusko, ŘeckoH, Spojené státy, Ukrajina), 3× (Francie, Německo), 2× (Itálie, Mongolsko, Švédsko, Tádžikistán), 1× (Bělorusko, Bulharsko, Guinea-BissauT, Jižní Korea, Portoriko, Rakousko, TuniskoW, Venezuela),
- Zastoupení podle kontinentů:
  - Afrika – 2× (Guinea-BissauT, TuniskoW)
  - Amerika – 4× (Kanada, Portoriko, Spojené státy, Venezuela)
  - Asie – 5× (Čína, Japonsko, Jižní Korea, Mongolsko, Tádžikistán,)
  - Evropa – 10x (Bělorusko, Bulharsko, Francie, Itálie, Německo, Rakousko, Rusko, ŘeckoH, Švédsko, Ukrajina)
  - Oceánie – 0×

## Herní systém
Zápasníce byly v roce 2004 nalosovány bez předchozího nasazení do skupin po třech a čtyřech. Vítězky skupin postoupily do vyřazovacích bojů. O vítězi skupiny rozhodovaly klasifikační body a v případě shodného výsledku vzájemný zápas nebo počet technických bodů (nikoliv poměr). Druhé v pořadí ve skupině postoupily do bojů o umístění (5.-6. místo)

### Specifika pravidel z roku 2004
ve zkratce:
- Doba trvání zápasu – 2 × 3 minuty (pauza 30 sekund mezi poločasy) + v případě potřeby 3 minuty nastavení
- Při nerozhodném výsledku nebo pokud žádný ze zápasníků nedosáhl minimálně 3 technických bodů zápas pokračuje prodloužením. Prodloužení končí zlatým skóre, když jeden ze zápasníků přesáhne hranici tří technických bodů. Pokud žádný ze zápasníků nepřesáhne hranici 3 technických bodů a zápas skončí po 3 minutém nastavení nerozhodně rozhodnou o vítězi dodatečná kritéria.
- Dodatečnými kritérii se rozumí počet napomenutí za pasivitu (passivity) a za zakázaný chvat (warning) (u řecko-římského stylu např. použití nohou). Po uděleném napomenutí jde provinilý zápasník do pokleku (parter). V případě nerozhodného výsledku po prodloužení vítězí zápasník s nižším počtem napomenutí.
- Pokud skončí první poločas zápasu (3 minuty) 0:0 má rozhodčí za povinnost nařídit na začátku druhého poločasu klinč (kontakt). Klinč se dále nařizuje na začátku prodloužení.
- Zápas řídí žíněnkový rozhodčí (referee), bodový rozhodčí (judge) a předseda žíněnky (mat chairman).

## Česká stopa
- bez zastoupení

## Podrobné výsledky

### Váhová kategorie do 48 kg
- 22.8.2004 – skupiny
- 23.8.2004 – semifinále, souboje o umístění

| S. | Č.  | Zápasník                       | Základní skupiny | Základní skupiny | Základní skupiny | V | ΣTB   | ΣKB | PZS | Vyřazovací boje | Vyřazovací boje | CP               | Opravy           | Opravy          | Opravy           | Opravy |
| S. | Č.  | Zápasník                       | 1.               | 2.               | 3.               | V | ΣTB   | ΣKB | PZS | semifinále      | finále          | CP               | o bronz          | o umístění      | 1. kolo          |        |
| -- | --- | ------------------------------ | ---------------- | ---------------- | ---------------- | - | ----- | --- | --- | --------------- | --------------- | ---------------- | ---------------- | --------------- | ---------------- | ------ |
| A  | 1.  | Čiharu Ičóová (JPN)            | 2.•12:00_1•st_4  | 3.•7:00_0•to_4   | —                | 2 | 19:0  | 8   | 1.  | 4.•12:10_0•sp_4 | 10.•2:20_1•pp_1 | Stříbrná medaile |                  |                 |                  |        |
| A  | 2.  | Lyndsay Belisleová (CAN)       | 1.•0:120_1•st_0  | —                | 3.•3:40_0•pp_1   | 0 | 3:16  | 1   | 3.  |                 |                 | úč.              |                  |                 |                  |        |
| A  | 3.  | Brigitte Wagnerová (GER)       | —                | 1.•0:70_1•to_0   | 2.•4:30_1•pp_3   | 1 | 4:10  | 3   | 2.  |                 |                 | 6.               |                  | 13.•1:30_0•pp_1 | 5.•3:00_1•to_4   |        |
| B  | 4.  | Angélique Berthenetová (FRA)   | 5.•7:40_1•pp_3   | 6.•3:00_0•to_4   | —                | 2 | 10:4  | 7   | 1.  | 1.•1:120_1•sp_1 |                 | 4.               | 11.•4:120_0•pp_1 |                 |                  |        |
| B  | 5.  | Cogtbadzaryn Enchdžargal (MGL) | 4.•4:70_2•pp_1   | —                | 6.•12:00_0•st_4  | 1 | 16:7  | 5   | 2.  |                 |                 | úč.              |                  |                 | 3.•0:30_1•to_0   |        |
| B  | 6.  | Leopoldina RossováT (GBS)      | —                | 4.•0:30_0•to_0   | 5.•0:120_0•st_0  | 0 | 0:15  | 0   | 3.  |                 |                 | úč.              |                  |                 |                  |        |
| C  | 7.  | Fani Psathasová (GRE)          | 8.•5:00_1•to_4   | 9.•3:50_0•pp_1   | 10.•0:100_0•st_0 | 1 | 8:15  | 5   | 3.  |                 |                 | úč.              |                  |                 |                  |        |
| C  | 8.  | Fadíla LouatiováW (TUN)        | 7.•0:50_1•to_0   | 10.•0:100_0•st_0 | 9.•0:30_1•to_0   | 0 | 0:18  | 0   | 4.  |                 |                 | úč.              |                  |                 |                  |        |
| C  | 9.  | Lidija Karamčakovová (TJK)     | 10.•0:110_0•st_0 | 7.•5:30_1•pp_3   | 8.•3:00_0•to_4   | 2 | 8:14  | 7   | 2.  |                 |                 | úč.              |                  |                 | 13.•0:110_0•st_0 |        |
| C  | 10. | Iryna Merleniová (UKR)         | 9.•11:00_0•st_4  | 8.•10:00_0•st_4  | 7.•10:00_0•st_4  | 3 | 31:0  | 12  | 1.  | 11.•9:00_1•po_3 | 1.•2:20_0•pp_3  | Zlatá medaile    |                  |                 |                  |        |
| D  | 11. | Patricia Mirandaová (USA)      | 12.•8:50_0•pp_3  | 13.•7:30_0•pp_3  | 14.•11:10_0•sp_4 | 3 | 26:9  | 10  | 1.  | 10.•0:90_0•po_0 |                 | Bronzová medaile | 4.•12:40_0•pp_3  |                 |                  |        |
| D  | 12. | Li Chuej (CHN)                 | 11.•5:80_0•pp_1  | 14.•10:00_0•st_4 | 13.•9:120_0•pp_1 | 1 | 24:20 | 6   | 3.  |                 |                 | úč.              |                  |                 |                  |        |
| D  | 13. | Lorisa Óržakovová (RUS)        | 14.•7:00_0•po_3  | 11.•3:70_1•pp_1  | 12.•12:90_0•pp_3 | 2 | 22:16 | 7   | 2.  |                 |                 | 5.               |                  | 3.•3:10_1•pp_3  | 9.•11:00_1•st_4  |        |
| D  | 14. | Mayelis Caripaová (VEN)        | 13.•0:70_0•po_0  | 12.•0:100_0•st_0 | 11.•1:110_0•sp_1 | 0 | 1:28  | 1   | 4.  |                 |                 | úč.              |                  |                 |                  |        |

### Váhová kategorie do 55 kg
- 22.8.2004 – skupiny
- 23.8.2004 – semifinále, souboje o umístění

| S. | Č.  | Zápasník                    | Základní skupiny | Základní skupiny | Základní skupiny | V | ΣTB  | ΣKB | PZS | Vyřazovací boje | Vyřazovací boje | CP               | Opravy          | Opravy         | Opravy          | Opravy |
| S. | Č.  | Zápasník                    | 1.               | 2.               | 3.               | V | ΣTB  | ΣKB | PZS | semifinále      | finále          | CP               | o bronz         | o umístění     | 1. kolo         |        |
| -- | --- | --------------------------- | ---------------- | ---------------- | ---------------- | - | ---- | --- | --- | --------------- | --------------- | ---------------- | --------------- | -------------- | --------------- | ------ |
| A  | 1.  | Tela O'Donnellová (USA)     | 2.•2:50_0•to_4   | 3.•1:110_0•sp_1  | —                | 1 | 3:16 | 5   | 2.  |                 |                 | 6.               |                 |                | 6.•7:100_0•pp_1 |        |
| A  | 2.  | Olga Smirnovová (RUS)       | 1.•5:20_0•to_0   | —                | 3.•3:130_1•sp_1  | 0 | 8:15 | 1   | 3.  |                 |                 | úč.              |                 |                |                 |        |
| A  | 3.  | Tonya Verbeeková (CAN)      | —                | 1.•11:10_0•sp_4  | 2.•13:30_0•sp_4  | 2 | 24:4 | 8   | 1.  | 5.•3:10_0•pp_3  | 9.•0:60_0•po_0  | Stříbrná medaile |                 |                |                 |        |
| B  | 4.  | Tetjana Lazarevová (UKR)    | 5.•4:20_1•pp_3   | 6.•0:40_0•to_0   | —                | 1 | 4:6  | 3   | 3.  |                 |                 | úč.              |                 |                |                 |        |
| B  | 5.  | Ida-Theres Nerellová (SWE)  | 4.•2:40_1•pp_1   | —                | 6.•4:00_0•to_4   | 1 | 6:4  | 5   | 1.  | 3.•1:30_2•pp_1  |                 | 4.               | 10.•0:60_1•po_0 |                |                 |        |
| B  | 6.  | Mabel Fonsecaová (PUR)      | —                | 4.•4:00_0•to_4   | 5.•0:40_0•to_0   | 1 | 4:4  | 4   | 2.  |                 |                 | DQ               |                 | 7.•8:60_0•pp_3 | 1.•10:70_0•pp_3 |        |
| C  | 7.  | Sun Tung-mej (CHN)          | 8.•4:20_1•pp_3   | 9.•0:110_0•st_0  | —                | 1 | 4:13 | 3   | 2.  |                 |                 | 5.               |                 | 6.•6:80_0•pp_1 | 11.•4:30_0•pp_3 |        |
| C  | 8.  | Diletta Giampiccolová (ITA) | 7.•2:40_0•pp_1   | —                | 9.•0:100_0•st_0  | 0 | 2:14 | 1   | 3.  |                 |                 | úč.              |                 |                |                 |        |
| C  | 9.  | Saori Jošidaová (JPN)       | —                | 7.•11:00_0•st_4  | 8.•10:00_0•st_4  | 2 | 21:0 | 8   | 1.  | 10.•7:60_0•pp_3 | 3.•6:00_0•po_3  | Zlatá medaile    |                 |                |                 |        |
| D  | 10. | Anna Gomisová (FRA)         | 11.•5:20_1•pp_3  | 12.•10:00_0•st_4 | —                | 2 | 15:2 | 7   | 1.  | 9.•6:70_0•pp_1  |                 | Bronzová medaile | 5.•6:00_1•po_3  |                |                 |        |
| D  | 11. | I Na-lä (KOR)               | 10.•2:50_0•pp_1  | —                | 12.•3:20_0•to_4  | 1 | 5:7  | 5   | 2.  |                 |                 | úč.              |                 |                | 7.•3:40_0•pp_1  |        |
| D  | 12. | Sofia Puburidisová (GRE)    | —                | 10.•0:100_0•st_0 | 11.•2:30_1•to_0  | 0 | 2:13 | 0   | 3.  |                 |                 | úč.              |                 |                |                 |        |

- diskvalifikace:  Mabel Fonsecaová (PUR) – po turnaji neprošla dopingovou kontrolou

### Váhová kategorie do 63 kg
- 22.8.2004 – skupiny
- 23.8.2004 – semifinále, souboje o umístění

| S. | Č.  | Zápasník                    | Základní skupiny | Základní skupiny | Základní skupiny | V | ΣTB  | ΣKB | PZS | Vyřazovací boje | Vyřazovací boje | CP               | Opravy          | Opravy         | Opravy          | Opravy |
| S. | Č.  | Zápasník                    | 1.               | 2.               | 3.               | V | ΣTB  | ΣKB | PZS | semifinále      | finále          | CP               | o bronz         | o umístění     | 1. kolo         |        |
| -- | --- | --------------------------- | ---------------- | ---------------- | ---------------- | - | ---- | --- | --- | --------------- | --------------- | ---------------- | --------------- | -------------- | --------------- | ------ |
| A  | 1.  | Stéphanie Großová (GER)     | 2.•1:40_0•pp_1   | 3.•3:00_1•po_3   | —                | 1 | 4:4  | 4   | 2.  |                 |                 | úč.              |                 |                | 6.•1:40_1•pp_1  |        |
| A  | 2.  | Stavrula Zygurisová (GRE)   | 1.•4:10_0•pp_3   | —                | 3.•5:30_0•pp_3   | 2 | 9:4  | 6   | 1.  | 5.•0:40_0•to_0  |                 | 4.               | 8.•2:100_0•to_0 |                |                 |        |
| A  | 3.  | Sara Erikssonová (SWE)      | —                | 1.•0:30_1•po_0   | 2.•3:50_0•pp_1   | 0 | 3:8  | 1   | 3.  |                 |                 | úč.              |                 |                |                 |        |
| B  | 4.  | Meng Li-li (CHN)            | 5.•0:50_1•to_0   | 6.•8:10_0•pp_3   | —                | 1 | 8:6  | 3   | 3.  |                 |                 | úč.              |                 |                |                 |        |
| B  | 5.  | Sara McMannová (USA)        | 4.•5:00_0•to_4   | —                | 6.•2:50_0•pp_1   | 1 | 7:5  | 5   | 1.  | 2.•4:00_0•to_4  | 11.•2:30_0•pp_1 | Stříbrná medaile |                 |                |                 |        |
| B  | 6.  | Viola Yaniková (CAN)        | —                | 4.•1:80_0•pp_1   | 5.•5:20_0•pp_3   | 1 | 6:10 | 4   | 2.  |                 |                 | 5.               |                 | 7.•5:20_0•pp_3 | 1.•4:10_0•pp_3  |        |
| C  | 7.  | Olga Chilková (BLR)         | 8.•1:70_0•pp_1   | 9.•4:10_0•pp_3   | —                | 1 | 5:8  | 4   | 2.  |                 |                 | 6.               |                 | 6.•2:50_0•pp_1 | 12.•4:10_1•pp_3 |        |
| C  | 8.  | Lise Legrandová (FRA)       | 7.•7:10_0•pp_3   | —                | 9.•3:00_0•po_3   | 2 | 10:1 | 6   | 1.  | 11.•0:40_1•po_0 |                 | Bronzová medaile | 2.•10:20_0•to_4 |                |                 |        |
| C  | 9.  | Natalija Ivanovová (TJK)    | —                | 7.•1:40_1•pp_1   | 8.•0:30_1•po_0   | 0 | 1:7  | 1   | 3.  |                 |                 | úč.              |                 |                |                 |        |
| D  | 10. | Ljudmyla Holovčenková (UKR) | 11.•0:100_0•st_0 | 12.•0:70_0•po_0  | —                | 0 | 0:17 | 0   | 3.  |                 |                 | úč.              |                 |                |                 |        |
| D  | 11. | Kaori Ičóová (JPN)          | 10.•10:00_0•st_4 | —                | 12.•6:21_1•pp_3  | 2 | 16:2 | 7   | 1.  | 8.•4:00_0•po_3  | 5.•3:20_1•pp_3  | Zlatá medaile    |                 |                |                 |        |
| D  | 12. | Aljona Kartašovová (RUS)    | —                | 10.•7:00_0•po_3  | 11.•2:60_0•pp_1  | 1 | 9:6  | 4   | 2.  |                 |                 | úč.              |                 |                | 7.•1:40_1•pp_1  |        |

### Váhová kategorie do 72 kg
- 22.8.2004 – skupiny
- 23.8.2004 – semifinále, souboje o umístění

| S. | Č.  | Zápasník                     | Základní skupiny | Základní skupiny | Základní skupiny | V | ΣTB  | ΣKB | PZS | Vyřazovací boje | Vyřazovací boje | CP               | Opravy          | Opravy         | Opravy          | Opravy |
| S. | Č.  | Zápasník                     | 1.               | 2.               | 3.               | V | ΣTB  | ΣKB | PZS | semifinále      | finále          | CP               | o bronz         | o umístění     | 1. kolo         |        |
| -- | --- | ---------------------------- | ---------------- | ---------------- | ---------------- | - | ---- | --- | --- | --------------- | --------------- | ---------------- | --------------- | -------------- | --------------- | ------ |
| A  | 1.  | Marina Gastlová (AUT)        | 2.•1:70_0•pp_1   | 3.•1:40_1•pp_1   | —                | 0 | 2:11 | 2   | 3.  |                 |                 | úč.              |                 |                |                 |        |
| A  | 2.  | Gyzel Manjurovová (RUS)      | 1.•7:10_0•pp_3   | —                | 3.•5:10_0•to_4   | 2 | 12:2 | 7   | 1.  | 5.•11:00_0•st_4 | 7.•2:70_0•pp_1  | Stříbrná medaile |                 |                |                 |        |
| A  | 3.  | Anita Schätzleová (GER)      | —                | 1.•4:10_0•pp_3   | 2.•1:50_0•to_0   | 1 | 5:6  | 3   | 2.  |                 |                 | 6.               |                 | 9.•0:00_0•pa_0 | 4.•3:00_0•to_4  |        |
| B  | 4.  | Maria Vrjonisová (GRE)       | 5.•1:70_1•to_0   | 6.•4:30_0•pp_3   | —                | 1 | 5:10 | 3   | 2.  |                 |                 | úč.              |                 |                | 3.•0:30_0•to_0  |        |
| B  | 5.  | Svitlana Sajenkovová (UKR)   | 4.•7:10_0•to_4   | —                | 6.•3:00_1•po_3   | 2 | 10:1 | 7   | 1.  | 2.•0:110_0•st_0 |                 | 4.               | 10.•0:40_0•po_0 |                |                 |        |
| B  | 6.  | Očirbatyn Burmá (MGL)        | —                | 4.•3:40_0•pp_1   | 5.•0:31_0•po_0   | 0 | 3:7  | 1   | 3.  |                 |                 | úč.              |                 |                |                 |        |
| C  | 7.  | Wang Sü (CHN)                | 8.•5:00_2•po_3   | 9.•5:20_0•pp_3   | —                | 2 | 10:2 | 6   | 1.  | 10.•6:40_1•pp_3 | 2.•7:21_0•pp_3  | Zlatá medaile    |                 |                |                 |        |
| C  | 8.  | Katarzyna Juszczaková (ITA)  | 7.•0:50_0•po_0   | —                | 9.•2:50_0•pp_1   | 0 | 2:10 | 1   | 3.  |                 |                 | úč.              |                 |                |                 |        |
| C  | 9.  | Christine Nordhagenová (CAN) | —                | 7.•2:50_1•pp_1   | 8.•5:20_0•pp_3   | 1 | 7:7  | 4   | 2.  |                 |                 | 5.               |                 | 3.•0:00_0•pa_4 | 11.•8:30_0•pp_3 |        |
| D  | 10. | Kjóko Hamagučiová (JPN)      | 11.•8:40_0•pp_3  | 12.•10:00_0•st_4 | —                | 2 | 18:4 | 7   | 1.  | 7.•4:61_1•pp_1  |                 | Bronzová medaile | 5.•4:00_0•po_3  |                |                 |        |
| D  | 11. | Toccara Montgomeryová (USA)  | 10.•4:80_0•pp_1  | —                | 12.•4:50_0•to_4  | 1 | 8:13 | 5   | 2.  |                 |                 | úč.              |                 |                | 9.•3:80_0•pp_1  |        |
| D  | 12. | Stanka Zlatevová (BUL)       | —                | 10.•0:100_0•st_0 | 11.•5:40_0•to_0  | 0 | 5:14 | 0   | 3.  |                 |                 | úč.              |                 |                |                 |        |

## Legenda
- číslo_soupeře. • poměr technických bodů • počet trestných bodů zanedovolené chvaty_pasivitu • klasifikace zápasu_klasifikační body

- klasifikace zápasu:
  - TO – vítězství na lopatky (4:0)
  - ST – vítězství na technickou převahu (10 bodový rozdíl), soupeř bez technického bodu (4:0)
  - SP – vítězství na technickou převahu (10 bodový rozdíl), soupeř s technickým bodem (4:1)
  - PO – vítězství na technické body, soupeř bez technického bodu (3:0)
  - PP – vítězství na technické body, soupeř s technickým bodem (3:1)
  - PA – vítězství na soupeřovo odstoupení (4:0)
  - EV – diskvalifikace jednoho ze zápasníků z celého turnaje za nesportovní chování (4:0)
  - E2 – diskvalifikace obou zápasníků z celého turnaje za nesportovní chování